# I'm an Osakan
『I'm an Osakan』（アイム アン オオサカン）は、錦戸亮の楽曲。2024年7月28日にNOMAD RECORDSから配信限定シングルとして配信リリースされた。

## 概要
- 前作『ヒトメボレ』から約2年3か月振りのリリース[注 1]。
- 本曲は、いなたいアレンジが印象的で錦戸の大阪人としてのアイデンティティを込めたような楽曲となっており[5][6]、東京が題材の自身の楽曲「Tokyoholic」へのアンサーソングのような対になる楽曲となっている[7]。
- 大阪が題材である本曲のミュージック・ビデオには、吉本新喜劇のメンバーが多数出演している[8][注 2]。
- 2023年10月23日から同年11月16日にかけて開催されたファンクラブ限定ツアー『RYO NISHIKIDO Fan Club Tour 2023 "Untitled"』の開幕直前に完成した楽曲であり[7]、同ツアーにて初披露された[11][3]。
- 2024年2月17日から同年4月13日にかけて開催されたホールツアー『RYO NISHIKIDO LIVE TOUR 2024 "NOMADOFNOWHERE"』のグッズとして、本曲のタイトルを全て大文字で「I'M AN OSAKAN」と書かれた「OSAKAN Tシャツ」が販売された[12]。
  - なお、同ツアーでも本曲が披露された上に、直前の楽曲が東京が題材の「Tokyoholic」だったため、大阪が題材の本曲とサウンドや背景映像の対比が表現された[5][13][14][注 3]。
- 2024年7月28日に配信限定シングルとして、初披露から約7か月越しに配信リリースされ、同日には本曲のミュージック・ビデオも公開された[3][4]。

## 制作
錦戸は20歳の時から東京に住んでいるが、ある日から「やっぱ大阪好きやな」という気持ちが大きくなっていったといい、関ジャニ∞（当時）のメンバーの中でも一番頻繁に大阪に帰っていたほど、大阪への愛は年々どんどん溢れてきているという。
大阪の街の雰囲気や変わった人が多いところが好きだといい、大阪に住んでいた時には常に周りにこのような変わった人がいたため気付かなかったが、一度東京に住んでから大阪に帰省してそのような人に出会うと「愛おしくてしょうがない」「うやぁ、もう、なんかええなあ大阪！」と思うといい、このような大阪への愛から本曲を制作したという。
本曲は、ファンクラブ限定ツアー『RYO NISHIKIDO Fan Club Tour 2023 "Untitled"』の開幕直前に完成したという。

## プロモーション

### 2023年
- 10月23日 - 11月16日、ファンクラブ限定ライブハウスツアー『RYO NISHIKIDO Fan Club Tour 2023 "Untitled"』にて、本曲が初披露された[3][11]。

### 2024年
- 7月20日、同年7月28日に本曲を配信限定シングルとしてリリースすることとミュージック・ビデオを公開することが発表された[3]。
- 7月21日、本曲のリリースに先駆け、iTunesではプレオーダーが、Spotifyではプリセーブがそれぞれ開始された[3]。
- 7月28日、本曲が配信限定シングルとしてデジタルリリースされ、本曲のMVも公開された[3][4]。

## ミュージック・ビデオ
- 2024年7月28日にMVが公開された[3]。
- 同MVには吉本新喜劇のメンバーが多数出演しており、全編大阪府で撮影された[3][8][16]。
- 監督は、日向坂46などのMVを手掛け、錦戸の「Silence」のMVも手掛けた白石剛浩が担当[16]。

### ゲスト
- 川畑泰史
- 未知やすえ
- 森田まりこ
- 清水啓之
- 浅香あき恵
- 中條健一
- 秋田久美子
- 五十嵐サキ
- ぢゃいこ
- 諸見里大介

- 服部ひで子
- おやどまり
- 祐代朗功
- けんたくん
- 大塚澪
- 川筋ライラ
- 生瀬行人
- 岩﨑タツキ
- 野崎塁

## チャート成績
- オリコンチャート
  - 2024年7月28日付の「オリコンデイリー デジタルシングル（単曲）ランキング」で初登場10位を獲得した[1]。
- Billboard JAPAN
  - 2024年8月7日公開の「Billboard Japan Download Songs」で週間61位を獲得した[2]。

## 収録曲
1. I'm an Osakan - [4:50]
作詞・作曲・編曲：錦戸亮
  - 2024年7月28日にMVが公開された[3]。

## 収録作品

### 映像作品

#### ライブ映像
- 6thライブBlu-ray/DVD『錦戸亮 LIVE TOUR 2024 "NOMADOFNOWHERE"』

※特別仕様Untitled盤の特典Blu-ray/DVDにも収録。
※特別仕様Untitled盤・通常盤の特典CDにはライブ音源を収録。